# هالوول (مین)
هالوول(به انگلیسی: Hallowell) شهری در ایالت مین کشور ایالات متحده آمریکا است که جمعیت آن در سرشماری سال ۲۰۱۰ میلادی، ۲٬۳۸۱ نفر بوده‌است.